# Triệu Quân Sự
Triệu Quân Sự (sinh ngày 14 tháng 7 năm 1991) là một phạm nhân người Việt Nam, nổi tiếng khi đã vượt ngục bốn lần tính đến năm 2022. Anh hiện đang chịu án tù chung thân với các tội danh giết người, trộm cắp tài sản, đào ngũ, trốn khỏi nơi giam giữ và cố ý gây thương tích.

## Tiểu sử
Triệu Quân Sự sinh năm 1991 tại xã Phú Cường, huyện Đại Từ, tỉnh Bắc Thái (nay là tỉnh Thái Nguyên). Anh là con trai cả trong một gia đình nghèo người Nùng có hai anh em. Từ nhỏ, Sự đã được đánh giá là học sinh chăm chỉ, lễ phép và được cô giáo ở lớp nhận nuôi. Anh cũng từng tham gia thi học sinh giỏi cấp huyện khi lên lớp 5. Tuy nhiên, vì gia đình quá túng bấn nên Sự quyết định bỏ học năm lớp 10 để làm nghề phụ vữa và sau đó là hút cát thuê. Trong thời gian này, Sự đã nghiện cờ bạc, lô đề cũng như nghiện game. Vào năm 2011, bố mẹ của Sự đăng ký cho anh đi nghĩa vụ quân sự tại Quân khu 1 tỉnh Bắc Giang. Anh hoạt động tại đây với cấp bậc binh nhì thuộc Đại đội 1, Tiểu đoàn 18, Sư đoàn 3 . Dù vậy, Sự đã đào ngũ năm lần, ăn cắp vặt những vật dụng ở trong doanh trại và bị đơn vị cảnh cáo nhiều lần. Các lần trốn trại trước của Sự đều thông qua việc cướp điện thoại của bạn đem đi cầm cố lấy tiền đánh bạc và trốn về nhà.

## Quá trình phạm tội
Sau bốn lần trốn doanh trại về gia đình và bị ép trở lại quân ngũ, trong lần đào ngũ thứ 5 vào đầu tháng 8 năm 2012, Triệu Quân Sự đã quyết định trốn lên Hà Nội và lang thang ở đó một thời gian. Đến ngày 22 tháng 8 cùng năm, khi đi vào quán cà phê Hương Sen tại quận Long Biên, thấy chỉ có duy nhất chủ quán là bà Phạm Thị Xuân Hoa (sinh năm 1963), Sự nảy sinh ý định cướp tiền để đi chơi game và đã ra tay cắt cổ bà chủ bằng chiếc dao gập mang đi từ trước, tháo nhẫn, hoa tai rồi lục soát lấy hai chiếc điện thoại và tiền của bà Hoa bỏ trốn. Sự sau đó vứt chiếc áo cùng vật dụng gây án ra sông Hồng xong bán đi số điện thoại vừa cướp được, lấy số tiền này để bắt xe về Tuyên Quang và bán tiếp chiếc nhẫn với giá 12 triệu đồng, cũng như di chuyển đến Thái Nguyên để bán đôi hoa tai. Sau khi tiêu thụ hết số tiền trên, Sự quyết định trở về quê nhà và trú nghỉ tại một nhà nghỉ ở xã Yên Lãng, huyện Đại Từ. Thông qua một người bạn thân thiết của Sự, phía cảnh sát đã biết được nơi ở của anh và vào chiều ngày 29 tháng 8 thì ập đến nhà nghỉ bắt về cơ quan công an. Tại đây, Triệu Quân Sự đã khai nhận những việc mình làm.
Ngày 15 tháng 3 năm 2013, Triệu Quân Sự bị kết án tù chung thân tại Tòa án Quân sự Quân khu 1 với ba tội danh là giết người, cướp tài sản và đào ngũ. Số trang sức và đồ dùng Sự bán cũng được Công an Thành phố Hà Nội và Công an tỉnh Thái Nguyên thu hồi lại sau đó. Trong thời gian này Sự đã bị biệt giam ở Trại giam Quân sự khu vực miền Trung, quân khu 5 tại xã Bình Khương, huyện Bình Sơn, tỉnh Quảng Ngãi (Trại giam T10).

### Những lần trốn trại
2014
Vào năm 2014, trong thời gian chấp hành án tại Trại giam T10. Sự đã trèo qua tường rào trại và trốn chạy. Sau khi bị bắt, Triệu Quân Sự đã bị tuyên phạt thêm 03 năm về tội "Trốn khỏi nơi giam”.

#### 2015
Rạng sáng ngày 8 tháng 11 năm 2015, nhân lúc trời mưa to và tiếng động lớn ở xưởng gỗ gần trại giam, Triệu Quân Sự cùng phạm nhân Nhâm Văn Tuấn (sinh năm 1985) đã trốn khỏi phòng giam bằng việc cắt đứt song sắt rồi vượt tường rào. Trước đó, lợi dụng sơ hở trong công tác trông giữ của quản giáo, Tuấn đã rủ Sự cùng vượt ngục. Để đề phòng không bị phát hiện, hai người trộn cơm với đất rồi trát vào vết cưa. Thoát khỏi trại giam, cả hai đã trộm quần áo từ người dân sống xung quanh rồi bắt xe khách bỏ chạy. Sau khi chạy tới Đồng Nai, Tuấn tách Sự để sang Campuchia còn Sự thì ngược ra miền Bắc.
Chính quyền xã Bình Khương sau đó đã phát đi thông báo về việc hai phạm nhân trốn khỏi trại giam để người dân cảnh giác và thông báo tới cơ quan nếu phát hiện các đối tượng. Hàng trăm công an cùng quân dân của xã cũng được cử đi truy tìm trong khu vực. Cục Cảnh sát truy nã tội phạm Bộ Công an đã nhanh chóng xác lập chuyên án để truy bắt các đối tượng. Sau một thời gian không tìm được hai tù nhân, công an đã kiểm tra và siết chặt nhiều con đường giáp biên giới Lào và Campuchia. Đến chiều ngày 15 tháng 12 cùng năm, Sự bị bắt khi đang chơi game trên đường Hồ Tùng Mậu, quận Nam Từ Liêm, Hà Nội. Trước đó, Thiếu tá Bùi Đức Đào, công tác tại Tổng cục Hậu cần, Bộ Quốc phòng, đã phát hiện ra Sự đang đi cướp tài sản tại một cửa hàng điện thoại ở Hà Nội vào buổi tối nên quyết định theo sau. Khi phát hiện có người tới, Sự bất ngờ lao ra và rút dao tấn công. Anh chỉ tránh được nhát thứ nhất, đến nhát thứ hai đã bị đâm trúng vào bụng và trọng thương, nhưng may mắn được người dân phát hiện và đưa đi cấp cứu kịp, còn Sự sau khi gây án liền cướp những món đồ đắt tiền trong cửa hàng rồi bỏ chạy. Triệu Quân Sự tại cơ quan công an sau đó đã thú nhận những hành động của mình và còn tiết lộ ý định đến đêm cùng ngày sẽ đi sang biên giới Trung Quốc để trốn.

#### 2020
Gần 5 năm sau vào ngày 3 tháng 6 năm 2020, Triệu Quân Sự tiếp tục trốn khỏi Trại giam T10 bằng cách trèo qua vọng gác rồi bám vào đường ống dẫn nước xuống đất trốn ra ngoài. Tối cùng ngày, phạm nhân đã cướp được một xe máy và một chiếc điện thoại di động từ người dân ở huyện Núi Thành, Quảng Nam và bán chiếc điện thoại cho một tiệm cầm đồ gần đó được 700.000 đồng. Chiều ngày hôm sau, lực lượng chức năng phát hiện Triệu Quân Sự chạy xe máy ra tới đèo Hải Vân và yêu cầu dừng xe để tiến hành kiểm tra. Sự bất ngờ lại bỏ xe và trốn lên núi đến tối, rồi men theo đường rừng xuống biển bất chấp việc đèo đã bị phong toả, đi đến Liên Chiểu rồi vào Đà Nẵng, đi bộ dọc đường ven biển vào Hội An lẩn trốn, trước khi bị bắt vào ngày 18 tháng 6 cùng năm tại một quán net ở Tam Kỳ mà Sự đã trú tại đây được một thời gian. Trong nửa tháng trốn chạy, Sự khai nhận đã thực hiện sáu vụ trộm cắp, bao gồm một xe máy, ba cái điện thoại di động và 6 triệu đồng tiền mặt. Công an cũng thu giữ được quyển nhật kí của Sự, trong đó ghi chép tỉ mỉ về những việc Sự đã làm sau khi vượt ngục.
Đến 18 tháng 12 năm 2020, Tòa án Quân sự Quân khu 5 mở phiên xét xử đối với Triệu Quân Sự về tội trốn khỏi nơi giam giữ và trộm cắp tài sản. Tại phiên toà, Sự đã khai nhận lý do trốn trại là vì "trại giam quá khắt khe", đồng thời cũng cho biết lần trốn tù này không có mục đích trốn thoát mà đã có dự định khi trốn được vài ngày thì sẽ bắt taxi về trại giam. Bản án dành cho Sự sau đó tăng thêm sáu năm tù và phạm nhân được chuyển về Trại giam T-974 thuộc Cục Điều tra hình sự, Bộ Quốc phòng tại xã Thành Long, huyện Thạch Thành, tỉnh Thanh Hóa.

#### 2022
Khoảng 17:00 ngày 31 tháng 5 năm 2022, Triệu Quân Sự đã vượt ngục lần thứ 3 khi trốn khỏi trại giam. Đến chiều ngày 1 tháng 6 cùng năm, lực lượng Công an xã Yên Dương, huyện Hà Trung, tỉnh Thanh Hoá bắt được phạm nhân trên đường Quốc lộ 1 trong khi đang truy tìm đối tượng trên địa bàn tại một khu vực dân cư cách trại giam khoảng 30 km; khi đó Sự đang tìm cách để lẩn trốn sau khi vượt ngục. Trong lời khai của mình, Sự cho biết đã lấy trộm hai chiếc xe đạp của người dân ven đường và bán đi một chiếc bị hỏng được 100.000 đồng để mua thức ăn trước khi bị phát hiện.
Ngay sau khi Triệu Quân Sự bị bắt, Bộ trưởng Bộ Công an Tô Lâm đã viết thư khen ngợi tới Công an tỉnh Thanh Hoá vì bắt được phạm nhân và đề nghị khen thưởng với những người tham gia vào quá trình bắt giữ Sự. Chủ tịch Uỷ ban nhân dân tỉnh Thanh Hoá Đỗ Minh Tuấn cũng ký quyết định khen thưởng hai ngày sau đó, tặng phần thưởng và bằng khen cho những người dân và công an xã Yên Dương tham gia vào quá trình truy bắt phạm nhân. Công an tỉnh đã ghi nhận việc bắt giữ được đối tượng là có sự hỗ trợ lớn từ người dân khi đã thông báo về sự xuất hiện của Sự tại chợ Vừng, xã Yên Dương. Sau khi được chuyển giao cho Cục Điều tra Hình sự để điều tra và xử lý, đến ngày 25 tháng 11 năm 2022, Tòa án quân sự Quân khu 4 kết án Sự thêm sáu năm tù vì trốn khỏi nơi giam giữ và trộm cắp tài sản.

### Nhận định
Triệu Quân Sự thường được truyền thông báo chí Việt Nam nhắc đến như là một ví dụ điển hình của những người nghiện game. Bài bình luận của báo Lao Động đã lấy Triệu Quân Sự và một vài trường hợp tương tự khác để so sánh với "những đứa trẻ béo trắng ởn, suốt ngày cắm mặt vào game" và cho rằng việc Triệu Quân Sự luôn cười khi bị bắt là "nụ cười của một đứa trẻ vô lo, vô nghĩ và vô tâm"; đánh giá những việc mà Sự làm chỉ là "bi kịch về những đứa trẻ đối mặt với bi kịch". Một bài viết khác trên trang báo cũng bày tỏ sự đồng tình với quan điểm này, cho rằng hành vi nghiện game đã có ảnh hưởng đáng kể tới cuộc sống của Sự và lấy hình tượng của anh để nhận xét rằng "từ thói quen nghiện game, ham chơi bỏ học đến trộm, cướp là ranh giới mong manh, dẫn đến là con đường phạm tội của giới trẻ, và thậm chí là giết người". Trong loạt bài "Triệu Quân Sự và những lần trốn khỏi trại giam" được đăng tải trên chuyên trang Công an Thành phố Hồ Chí Minh, báo Công an nhân dân, cây bút Thanh Hòa đã đánh giá những lần trốn trại của Triệu Quân Sự và các thủ đoạn của Sự để vượt ngục là "hết sức tinh vi" và nhận xét những lần bị bắt của Triệu Quân Sự đều diễn ra tại quán net là một minh chứng cho việc game đã khiến Sự "trượt dài trên con đường phạm tội".
Bài phân tích trên trang Tiền phong đã chỉ ra lý do cho việc Triệu Quân Sự trốn trại nhiều lần là vì việc giảm án đối với phạm nhân rất khó khăn khiến Sự rơi vào trạng thái tâm lý bất cần. Chuyên gia tâm lý tội phạm, tiến sĩ Đoàn Văn Báu liên tưởng việc nghiện game của Sự khiến anh coi việc trốn trại là một trò chơi và "nếu càng vượt qua được cấp độ cao thì sự hứng thú lại tăng lên". Ông cũng cho rằng mục đích chính của Triệu Quân Sự khi vượt ngục nhiều lần không phải chỉ để chơi game mà là vì "muốn vượt qua thử thách, được nổi tiếng, khao khát tự do và khẳng định bản thân", đồng thời chỉ trích truyền thông và mạng xã hội vì vô tình tiếp tay kích thích Sự trốn trại khi cho biết nhiều cư dân mạng đã ca ngợi Triệu Quân Sự hơn cả nhân vật chính trong loạt phim Vượt ngục.
Nhiều tranh cãi xoay quanh trách nhiệm của trại giam T-974 trong việc để Triệu Quân Sự vượt ngục lần thứ ba đã làm dấy lên lo ngại về độ bảo mật của các trại giam tại Việt Nam. Tác giả Lê Thanh Phong của báo Lao Động đã gọi Triệu Quân Sự là một "đối tượng rất manh động và nguy hiểm" và có "biểu hiện tâm lý không bình thường", cũng như nói rằng Sự không thể "xem thường pháp luật, coi pháp luật như trò đùa", đồng thời yêu cầu các cơ quan chức năng thực hiện kiểm điểm cơ sở trại giam vì đã để phạm nhân trốn ra. Báo VietNamNet thì lấy vụ việc để lưu ý các trại giam cần xem xét lại quy trình giám sát và canh giữ phạm nhân cũng như cơ sở vật chất để đảm bảo những vụ việc tương tự sẽ không diễn ra. Trang báo điện tử Kiến Thức cũng suy luận từ vụ việc để khẳng định việc phạm nhân trốn trại hoàn toàn có thể xảy ra, nhưng vẫn rất khó để "trốn thoát khỏi sự trừng phạt của pháp luật". Các clip ghi lại cảnh bắt giữ Triệu Quân Sự đã gây nên nhiều ý kiến trái chiều sau đó, cho thấy cảnh sát cười nói với phạm nhân, tuy nhiên điều này được giải thích là để nhằm tránh tạo không khí căng thẳng và có thể khiến đối tượng gây nguy hiểm cho những người xung quanh. Viết cho Lao Động, tác giả Trung Hiếu đã gọi đây là một "sự kiện có một không hai", đánh giá nụ cười của Triệu Quân Sự là nụ cười mang tính chế giễu và đặt câu hỏi về phương pháp để cải tạo phạm nhân tại Việt Nam mang tính tích cực và phù hợp hơn so với hiện nay.